# Механизм Садовникова

## МЕХАНИЗМ САДОВНИКОВА
Гетерогенная каталитическая реакция - многостадийная химическая реакция. Она представляет собой совокупность стадий, в которых промежуточные частицы, имеющие структурные формулы, описываются структурными уравнениями. Стадий «адсорбции, десорбции» не существует в принципе. Созданы методики нахождения структурных уравнений и структурных формул на примере реакции дегидратации изопропанола на окиси алюминия выглядят так.

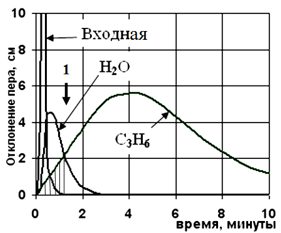
нахождение числа стадий

Нахождение числа стадий. Эксперимент такой. Через катализатор пропускают изопропанол. Затем инертный газ до окончания реакции. Затем небольшую порцию изопропанола. При этом продукты реакции выходят раздельно. Вначале быстрая равновесная стадия реакции. Затем лимитирующая стадия.

Нахождение максимального числа центров протекания реакции. Эксперимент такой. Через катализатор в потоке инертного газа подают в избытке изопропапнол, меченый тритием в гидроксильной группе. Затем подают изопропанол, не меченый тритием. Количество трития в воде - продукте реакции, равно максимальному числу центров в реакторе.

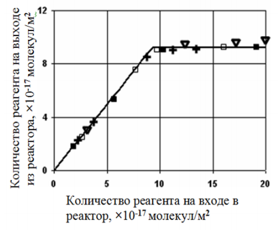
нахождение максимального числа центров протекания реакции

1. Уравнение образования воды. 2. Уравнение образования пропилена. 
3. Структурные формулы поверхностных частиц. 

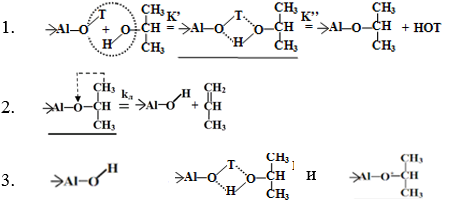
Уравнения стадий

Выходная кривая молекул воды.  Это экспериментальная основа для расчета параметров стадии под номером 1. Равновесная стадия замещения. Расчеты проводились по уравнению Де Во. ΔH1=-23 кДж/моль.

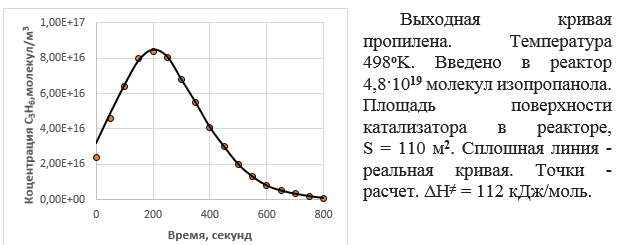
Выходная кривая полипропилена

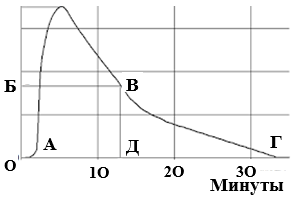
Выходная кривая молекул воды

Энергетический профиль стадий дегидратации изопропанола на окиси алюминия. Цифрами обозначено состояние системы

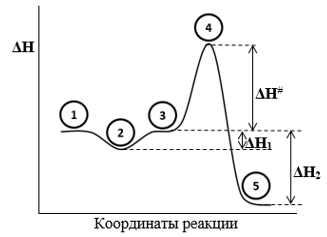
Энергетический профиль стадий дегидратации изопропанола

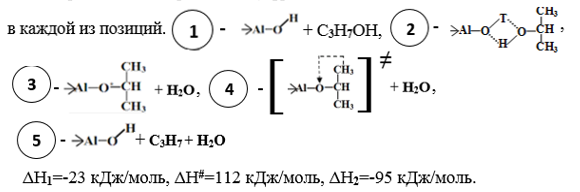
Состояние системы в каждой позиции

Найдены механизмы стадий, которые присущи только гетерогенному катализу, о которых мечтал Сабатье в 19м веке.:
1. Стадия замещения, при которой вначале реагирующая молекула связывается с поверхностным комплексом, что облегчает разрыв химической связи и увеличивает скорость стадии примерно в 1040 раз.
2. Стадия отщепления с компенсацией, в которой в одном элементарном акте происходит одновременный разрыв и образование нескольких химических связей. Так, при образовании пропилена разрывается три связи, см. позицию2. Одна С-С связь (энергия разрыва её 330 кДж/моль), одна О-С связь (энергия разрыва для спиртов 310 кДж/моль), и одна С-Н (алкены 320 кДж/моль), а образуется двойная связь С=С (590 кДж/моль) и одна О-Н – связь (465 кДж/моль). В результате этих пяти явлений, протекающих одновременно, выделяется 95 кДж/моль тепла. И «отщепление пропилена от поверхности», вместо эндотермической реакции превращается в экзотермическую реакцию!!! 
Удивительно, как могла эта мертворождённая теория Ленгмюра просуществовать более ста лет и до сих пор упоминаться в энциклопедиях. Ведь в мире существует несколько институтов, специализирующихся на изучении механизма гетерогенных каталитических реакций, а до сих пор ни в одной реакции не найден ни один «адсорбционный коэффициент» в условиях катализа, нет метода нахождения «числа активных центров», не было даже попытки усомниться в существовании «посадочной площадки». 
Ведь с использованием гетерогенного катализа перерабатывается нефть, газ, создаются мономеры для пластмасс, удобрения, пороха, взрывчатые вещества, топлива, 25% мирового ВВП. И всё это осуществляется методом проб и ошибок, как при возведении египетских пирамид, не опираясь ни на какую теорию. У меня же всё разжёвано в легко доступной монографии Садовников, В. В. Четырнадцать ошибок Нобелевского комитета. Четырнадцать методик построения теории катализа / В. В. Садовников. – Москва: Издательство Триумф, 2025. – 36 с. – DOI 10.29039/78952-4716-203-85-4-2025. – EDN SEAJSX. https://www.elibrary.ru/item.asp?id=82302997   
Хотелось бы услышать критику от сотрудников химфака МГУ, Института Катализа СО РАН, Института нефтехимического синтеза, и чтобы эта критика сопровождалась расчётами или экспериментальными доказательствами…
А я доступен к обсуждению проблемы как на странице Википедии, так и на почте vvsadovnikov1@gmail.com .